# Laurentophryne parkeri
Laurentophryne parkeri és una espècie d'amfibi de la família Bufonidae. És monotípica del gènere Laurentophryne i endèmica de la regió de Kivu en la República Democràtica del Congo.
El seu hàbitat natural són els montans secs. Està amenaçada d'extinció.